# 아시아나항공 991편 추락 사고
아시아나항공 991편 추락 사고(영어: Asiana Airlines Flight 991)는 대한민국 인천국제공항을 출발하여 중국 상하이 푸둥 국제공항에 도착할 예정이었던 아시아나항공 소속 보잉 747-400F 화물기였다. 2011년 7월 28일 기체 결함으로 제주국제공항에 회항하던 도중 대한민국 제주특별자치도 서쪽 157 km 상공에서 연락이 두절된 후 제주특별자치도 인근 해상에 추락했다. 아시아나항공 창립 후 2번째 추락 사고이자, 첫 번째 화물기 추락 사고이다.

## 사고 개요
해당 항공기는 2006년 2월 15일에 미국 보잉에서 제작되어 그 해 2월 23일에 아시아나항공에 인도된 항공기이다. 사고 항공기에는 LCD와 반도체 부품, 직물류 등 일반 화물 58톤과 화재의 원인이 될 수 있는 리튬 이온 전지, 페인트, 아미노산 용액과 합성수지 0.4톤이 탑재되어 있었다.
사고 2시간 후, 대한민국 해양경찰청은 제주특별자치도 서쪽 157km에서 사고 항공기로 추정되는 잔해와 구명보트를 발견하였다.

### 사고 상황 (UTC+9기준)
사고기는 2011년 7월 28일 오전 3시 5분 인천국제공항을 출발 예정 시간보다 20분 늦게 이륙하여, 약 50분간 특이사항 없이 비행을 계속하였다.
오전 3시 53분 고도 34,000피트로 순항중 "전자장비실 연기, 장비 냉각, 화물실 11번 감지기 화재감지", 1분 후 "주 화물실 6,10번 감지기 화재감지" 메시지가 수신되었다. 3시 54분 부조종사는 상하이 교통관제센터에 주 화물실 화재로 인하여 10,000피트로 비상 강하를 요청하자 바로 허가하였으며 제주로의 회항을 요청하여 승인하였다. 3시 58분 991편에 고도 10,000피트를 유지할 것을 통보하였으나 응답이 없자 주변을 비행하는 대한항공 886편을 호출하여 991편으로부터 어떤 정보를 받으면 전달해 줄 것을 요청하였다.
3시 59분 991편은 제주로 레이다유도를 요청하였으며 상하이지역관제소는 기수를 045도 방향으로 지시하였고 확인하였다. 4시 991편을 제주로 유도하기 위하여 상하이지역관제소에서 인천지역관제소로 통신하라고 하였으나 991편은 통신이 되지 않는 다고 하여 현재 주파수를 모니터링 하라고 하였다. 4시 2분, 991편은 후쿠오카지역관제소와 통신하면서 "Fukuoka AAR991, mayday mayday mayday, we have cargo fire, request direct to Jeju Please (화물 화재로 인한 제주 직항 요청)"라고 하였으나 응답하지 않자 상하이 관제소는 991편의 정보를 886편에 제공하여 886편이 후쿠오카와 인천에 정보를 중계하도록 하였다.
4시 5분, 991편 기장은 대한항공 866편을 호출하여 인천관제지시를 중계한다고 하여 최종접근을 위하여 기수방향을 060도, 7000피트로 강하해도 좋다고 하였다. 4시 9분 기장은 제주접근관제소에 "rudder control.. flight control(방향타..비행조종) 이 다 안돼요" 라고 하였으며, 부조종사는 "저희들 항공기 진동이 너무 심해서 emergeny landing(비상착륙), emergency ditching(비상착수)해야 될 것 같아요.."라고 하였다. 4시 10분, 제주접근관제소는 991편을 3회 호출하였으나 응답이 없었다.
탑승 승무원의 시체는 사고가 난 지 3개월이 지난 10월 30일 제주특별자치도에서 서쪽으로 107km 떨어진 곳에서 발견되었다.

## 잔해 인양
2011년 7월 28일부터 2012년 6월 10일까지 3차례 실시되었으며 기체 외피의 약 40%, 화물의 약 15%가 인양되었다. 8월 17일 일본의 인양회사 소속 인양선이 비행기 잔해중 후방 동체부분 잔해를 확인하고 20일 잔해 인양을 시도하였으나 사고해역의 기상여건 및 결박 실패로 원격로봇장비(ROV)를 이용하여 비행기 동체 외피 일부를 인양하였다. 9월 6일부터 해군의 포화잠수사를 투입하여 외피 일부를 인양하였고 이중 비행기록장치가 장착되는 외피를 인양되었으나 비행기록장치 장착대는 떨어져 나간 상태였다. 9월 27일부터 1달여간 외끌이 저인망 방식으로 잔해 인양작업을 시작하였고, 10월 29일 조종실 상부가 압착된 상태로 조종사 2명의 조종사 시신과 함께 인양되었다. 외피 잔해는 대부분 이 기간 동안 인양되었으나 비행기 후방동체로 추정되는 잔해의 인양은 해저 깊은 뻘에 파묻혀 있어 인양에는 실패하였다.
다음해 2012년 5월 10일부터 1개월간 저인망 쌍끌이 방식으로 2차 잔해인양을 시도하여 총 3,400여점의 잔해물을 인양하여 총 기체 외피의 40%를 인양하였다.

## 사고 원인
국토교통부 항공철도사고조사위원회의 최종보고서에 따르면 "화재 원인을 밝힐 수 있는 물리적 증거는 발견할 수 없었으나 화재는 위험물이 실린 팔레트 또는 그 근처에서 시작되었다. 화재는 빠르게 확산되어 억제할 수 없었고, 기체 일부가 공중에서 분해되어 추락하였다'라고 사고 원인을 결정하였다.

## 사고기 기체 정보
- 등록번호 : HL7604
- 기종명 : Boeing 747-48EF
- 제작 및 도입년도 : 2006년 2월 15일 제작, 2월 23일 도입
- 탑승자 : 승무원 2명 (최상기 기장, 이정웅 부기장)

## 같이 보기
- UPS 항공 006편 추락 사고
- 스위스 항공 111편 추락 사고
- 남아프리카 항공 295편 추락 사고